# A-Frame (фреймворк для віртуальної реальності)
A-Frame це вебфреймворк з відкритим вихідним кодом для створення віртуальної реальності (ВР). В першу чергу він підтримується Mozilla та спільнотою WebVR. Це фреймворк на основі системи компонентів сутності (entity component system) для Three.js де розробники можуть створювати 3D і WebVR сцени, використовуючи HTML. HTML забезпечує звичні засоби роботи для веброзробників і дизайнерів, включно із популярними патернами розробки ігор, які використовуються наприклад в Unity.

## Історія
A-Frame був розроблений в команді Mozilla VR у другій половині 2015 року. Команда Mozilla VR стала піонером платформи WebVR та специфікацій для неї, але був потрібен простіший спосіб створення контенту. У роботі над розробкою A-Frame брали участь Дієго Маркос, Джош Карпентер, Кейсі Йі, Кріс Ван Вієрерш та Кевін Ного. A-Frame був створений для того, щоб дозволити веброзробникам та дизайнерам створювати 3D та VR-контенрт з HTML без необхідності знати WebGL. Перший публічний реліз A-Frame відбувся 16 грудня 2015 року. В даний час у розвитку проекту беруть участь понад 75 учасників.

## Переваги
- 3D і VR контент створюється з використанням HTML.[6]
- Налаштування сцени в одному рядку HTML-коду (<a-scene>) для обробки рендерингу, циклу візуалізації, світла, керування, налаштування WebVR.[6]
- Сумісність з більшістю веббібліотек та фреймворків, що нині існують (React, AngularJS, D3.js, Vue.js).[7]
- Архітектура системи компонентів сутності полегшує роботу з успадкуванням складних 3D-об'єктів з компонентами, які можна використовувати багато разів.
- Розширювана екосистема плагінів компонентів об'єктів.[8]
- Візуальний інспектор, який може бути викликаний в браузері з будь-якої сцени A-Frame.[9]

## Використання
Звичайна сцена A-Frame може міститися у файлі HTML, що включає один файл JavaScript.
```
<
html
>

  
<
head
>

    
<
title
>
Hello, World!
</
title
>

    
<
script
 
src
=
"https://aframe.io/releases/0.5.0/aframe.min.js"
></
script
>

  
</
head
>

  
<
body
>

    
<
a-scene
>

      
<
a-box
 
position
=
"-1 0.5 -3"
 
rotation
=
"0 45 0"
 
color
=
"#4CC3D9"
></
a-box
>

      
<
a-sphere
 
position
=
"0 1.25 -5"
 
radius
=
"1.25"
 
color
=
"#EF2D5E"
></
a-sphere
>

      
<
a-cylinder
 
position
=
"1 0.75 -3"
 
radius
=
"0.5"
 
height
=
"1.5"
 
color
=
"#FFC65D"
></
a-cylinder
>

      
<
a-plane
 
position
=
"0 0 -4"
 
rotation
=
"-90 0 0"
 
width
=
"4"
 
height
=
"4"
 
color
=
"#7BC8A4"
></
a-plane
>

      
<
a-sky
 
color
=
"#ECECEC"
></
a-sky
>

    
</
a-scene
>

  
</
body
>

</
html
>

```

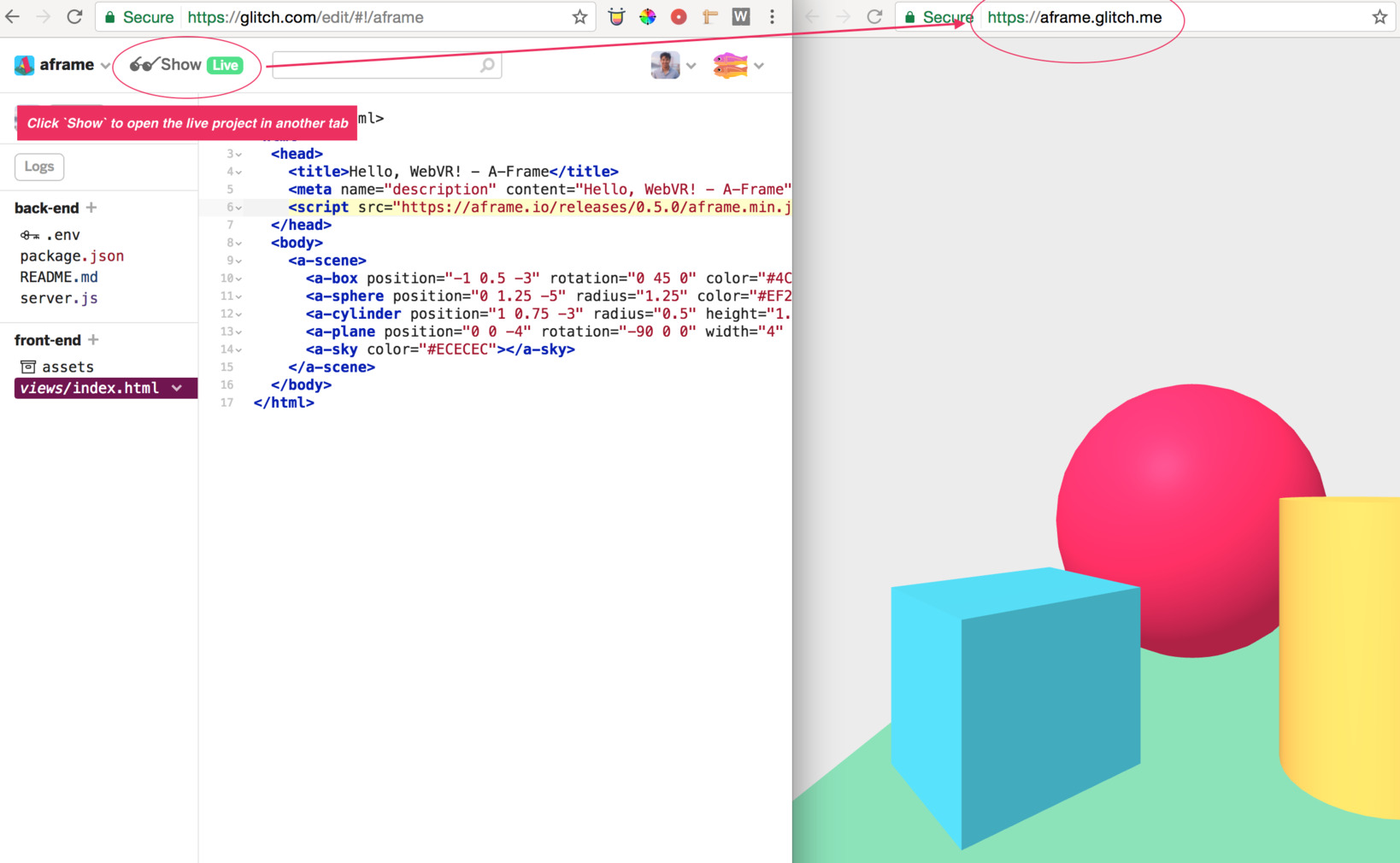
Приклад використання A-Frame на платформі Glitch, для перегляду контенту WebVR достатньо перейти за простим посиланням

Оскільки A-Frame базується на системі компонентів сутності, під капотом кожен об'єкт сцени — це сутність. Сутності є загальними об'єктами-заповнювачами. Компоненти — складні та багаторазові модулі, які можна підключити до сутностей для додавання зовнішнього вигляду, поведінки та функціональності. Компоненти написані на JavaScript, і їх можна зробити для будь-чого, а потім виставити декларативний API через HTML. Ось приклад включення пари компонентів від спільноти для систем часток та фізики за допомогою зовнішніх скриптів, які потім використовується в HTML.
```
<
script
 
src
=
"https://unpkg.com/aframe-particle-system-component/"
></
script
>

<
script
 
src
=
"https://unpkg.com/aframe-physics-system/"
></
script
>

<
a-entity

  
geometry
=
"primitive: box"

  
material
=
"color: red; metalness: 0.5"

  
dynamic-body
=
"mass: 5"

  
light
=
"type: point; intensity: 1.1"

  
particle-system

></
a-entity
>

```

## Приклади використання
A-Frame використовується для різних потреб і цілей, наприклад:
- Fear of the Sky (360 Syria), 2016, Amnesty International UK.[10]
- Journey to Mars, 2016, The Washington Post.[11]
- iStaging LiveTour, 2016, iStaging.[12]
- A-Painter, 2016, Mozilla.[13]
- Shopify VR, 2016, Shopify.[14]
- Stand at the Edge of Geologic Time,[15] 2016, NPR.[16]
- Guri VR, 2016, The New York Times.[17]

## Спільнота
Всі IDE, що працюють онлайн, підтримують A-Frame, оскільки він базується на HTML. Для API доступна документація. Підтримка розробників, які беруть участь у бібліотеці, надається через GitHub, тоді як підтримка розробників, які створюють додатки та вебсторінки, надається через StackOverflow. Підтримка в реальному часі здійснюється через Slack. Більшість розробників також є у Твіттері.